# عبدالحمید کاتب
عبدالحمید ابن یحیی کاتب، از دانشمند علوم اسلامی و استاد شعر عرب بود. او از کاتبان و ملازمان خلیفه اموی مروان بن محمد بود وی در سال ۷۴۹ میلادی درگذشت.
به تشویق او بود که عبدالملک بن مروان سکهٔ زر و سیم ضرب کرد. در سال ۵۷ هجری قمری به وزارت عبدالملک مروان رسید و در زمان منصور دستگیر شد. نظام عقیلی در کتاب آثار الوزراء می‌نویسد پس از دستگیری عبدالحمید را نزد منصور آوردند و چون حکم به قتل وی داد گفت «امیرالمؤمنین مرا مکش که مانند من مترسلی در عالم کم توان یافت.» منصور گفت «آری تو آنکسی که به نامه‌ای هنگامه‌ای را بر می‌شکستی و به تدبیری ابواب سهولت مهمات را بر ما می‌بستی.» آنگاه او را با شکنجه کشتند.